# Тимчасовий уряд Великого князівства Литовського

Герб Великого князівства Литовського

Тимчасовий уряд Великого князівства Литовського (пол. Komisja Rządu Tymczasowego Wielkiego Księstwa Litewskiego, Komisja Rządząca Tymczasowa Litewska, лит. Lietuvos laikinosios vyriausybės komisija) — тимчасовий адміністративний орган Великого князівства Литовського, який виник при підтримці наполеоновської армії під час вторгнення останніх до Росії.

## Історія

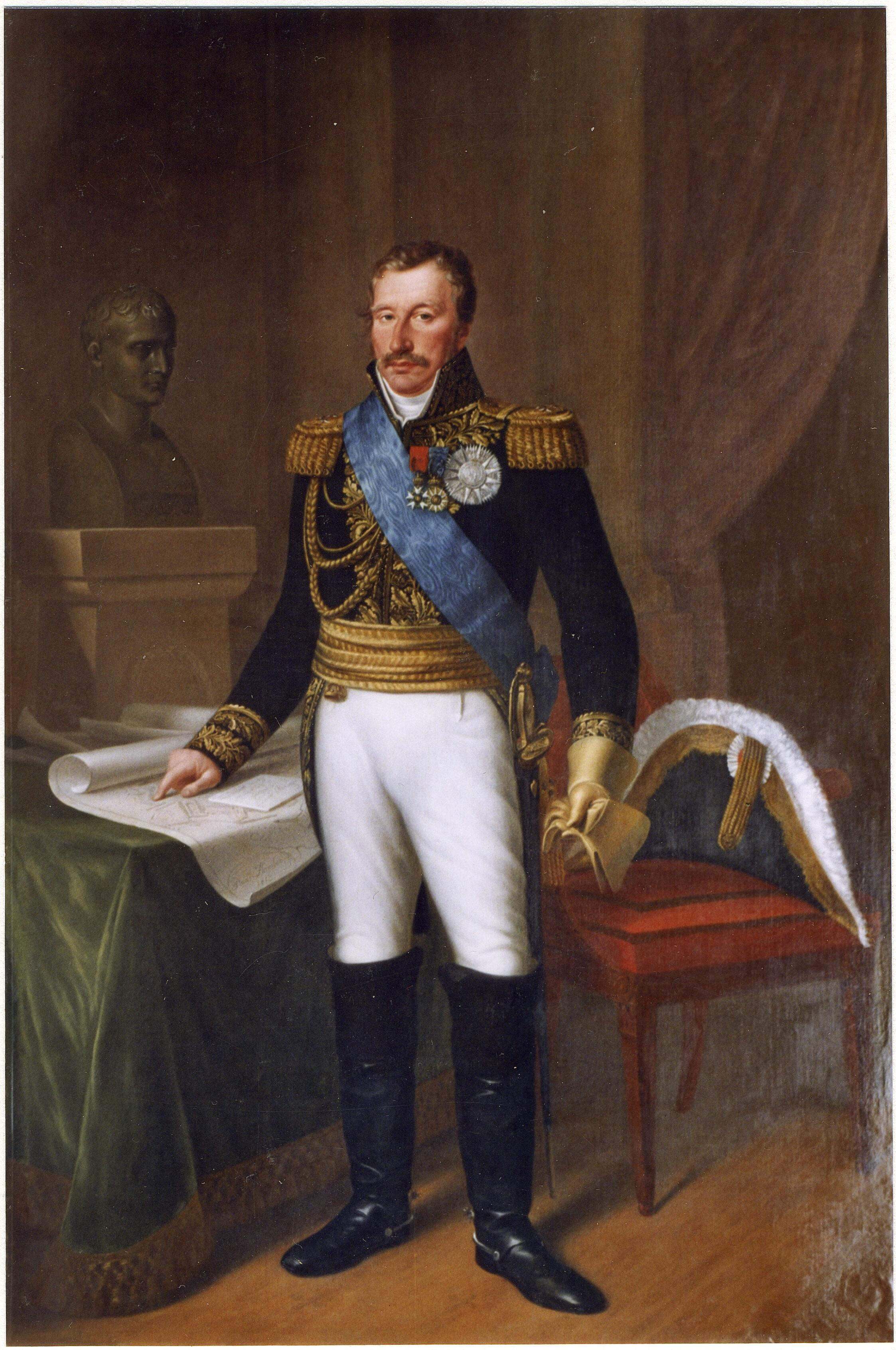
Дирк ван Гогендорп

19 червня 1812 у Вільні було створено Тимчасовий уряд Великого Князівства Литовського. Він складався з місцевої знаті і контролювалося французькою адміністрацією.

## Президенти
- Юзеф Сіраковскі (з 18 липня 1812)
- Станіслав Солтан (з 24 серпня 1812)
- Дірк ван Гогендорп (з вересня 1812)
- Станіслав Солтан (з вересня 1812)

Генеральний секретар: Юзеф Ігнатій Коссаковскій

## Члени
- Луї П'єр Едуард Біньон
- Францішек Єльський
- Олександр Антоній Сапіга
- Олександр Станіслав Потоцький
- Юзеф Сираковський
- Ян Снядецький
- Ґедройць Ромуальд